# William E. Purcell

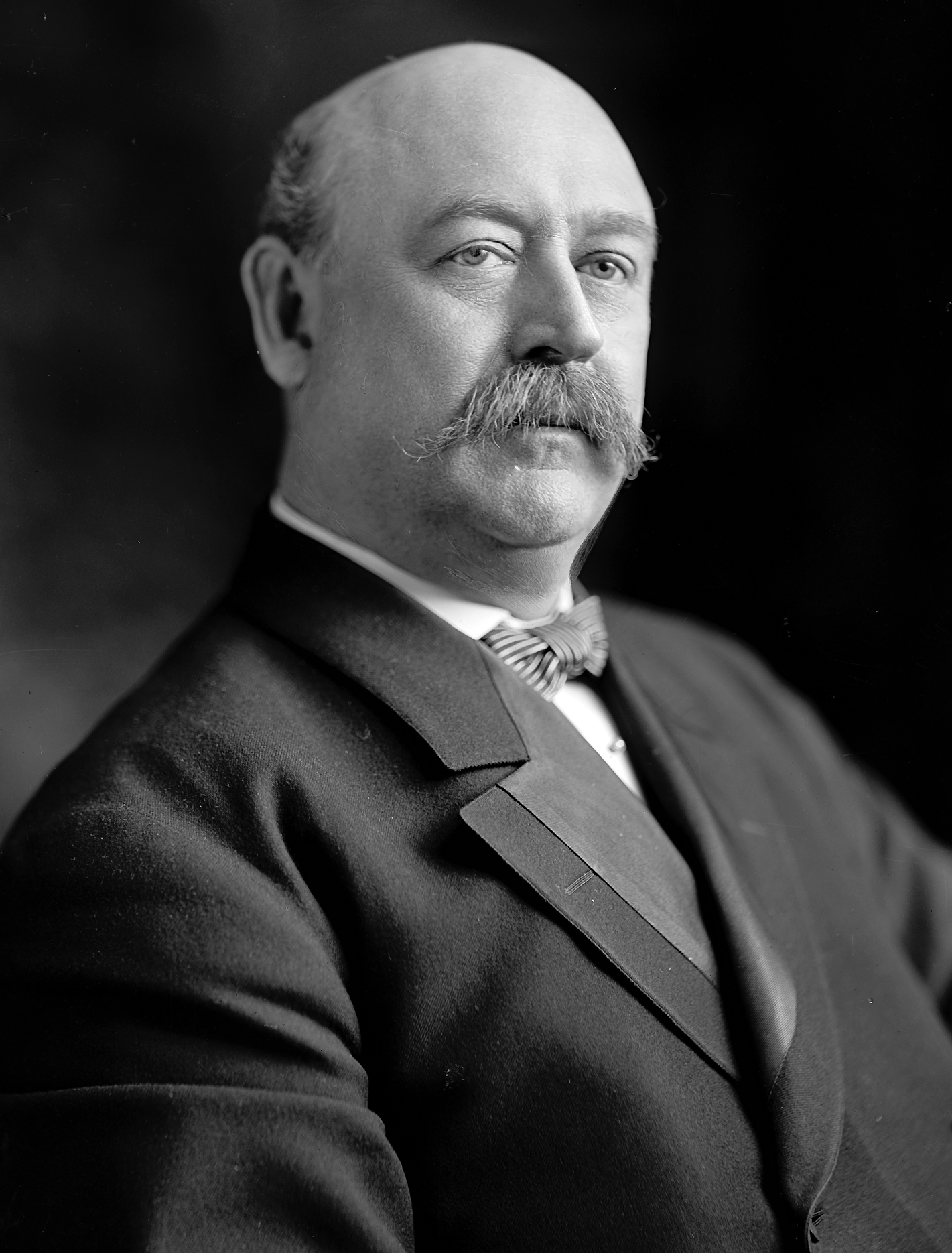
William E. Purcell

William Edward Purcell, född 3 augusti 1856 i Flemington, New Jersey, död 23 november 1928 i Wahpeton, North Dakota, var en amerikansk demokratisk politiker. Han representerade delstaten North Dakota i USA:s senat 1910-1911.
Purcell studerade juridik och inledde 1880 sin karriär som advokat i New Jersey. Han flyttade följande år till Dakotaterritoriet. Han var distriktsåklagare i Richland County, North Dakota 1889-1891 och ledamot av North Dakotas senat 1907-1909.
Senator Fountain L. Thompson avgick 1910 och efterträddes av Purcell fram till fyllnadsvalet följande år. Purcell förlorade fyllnadsvalet mot republikanen Asle Gronna.
Purcells grav finns på Calvary Cemetery i Wahpeton.